# Unión Deportiva Santa Mariña
La Unión Deportiva Santa Mariña és un club de futbol gallec amb seu a Cabral, una parròquia de Vigo a la comunitat autònoma de Galícia.
Els partits a casa es celebren a les Instal·lacions Esportives de Cotogrande, i els colors de l'equip són la samarreta vermella, els pantalons curts blaus i els mitjons vermells.

## Història
El Santa Mariña es va fundar l'any 1942 com a CD Cabral, canviant el seu nom cinc anys després a Unión Deportiva Santa Mariña de Cabral . Al llarg dels anys, el club es va centrar en el desenvolupament juvenil i, com a tal, no tenia un equip sènior adequat, sinó diversos equips juvenils competint en divisions separades segons els seus grups d'edat. Actualment té un equip sènior amateur que competeix a les lligues regionals inferiors.

## Exjugadors destacats
- Santiago Formoso
- Jonathan Pereira
- Iago Aspas
- Brais Méndez
- Rubén Blanco
- Yelko Pino
- Gabri Veiga